# Teorema de Frobenius
Em matemática, mais especificamente na álgebra abstrata, o teorema de Frobenius, provado por Ferdinand Georg Frobenius, em 1877, caracteriza a álgebra de divisão associativa de dimensão finita sobre os números reais. De acordo com o teorema, cada tal álgebra é isomórfica ao um dos seguintes:
1. {\displaystyle \mathbb {R} \,} (números reais)
2. {\displaystyle \mathbb {C} } (números complexos)
3. {\displaystyle \mathbb {H} } ( Quatérnios)

Estas álgebras têm dimensões 1, 2 e 4, respectivamente. Dessas três álgebras, os números reais e complexos são comutativos, mas os quatérnios não são. Esse teorema está intimamente relacionado com o teorema de Hurwitz , que afirma que as únicas álgebras de divisão normalizadas ao longo os números reais são {\displaystyle \mathbb {R} \,}, {\displaystyle \mathbb {C} }, {\displaystyle \mathbb {H} }, e a (não-associativa) álgebra de octônios  ( {\displaystyle \mathbb {O} } ). 